# Pedraza de Yeltes (ganadería)
Pedraza de Yeltes es una ganadería española de reses bravas, fundada en el año 2006 por los empresarios vascos Luis y José Ignacio Uranga Otaegui. Durante el siglo xx estuvo formada con ganado de Urcola y Vega-Villar, hasta que en el año 2006 es adquirida por sus nuevos propietarios, que eliminan el ganado existente de Vega-Villar y la forman con reses de El Pilar (Juan Pedro Domecq y Díez-Aldeanueva). Las reses pastan en la finca “Pedraza de Yeltes”, situada en el municipio de Castraz de Yeltes, en la provincia de Salamanca; está inscrita en la Unión de Criadores de Toros de Lidia.
El nombre de la ganadería proviene de la pedanía homónima perteneciente a Castraz de Yeltes, la localidad salmantina donde está asentada.

## Origen «Vistahermosa»
El ganadero José Arias Saavedra, referente de una de los dos ramas que conforman la casta Vistahermosa, había heredado de su suegro en 1834 la antigua ganadería de los condes de Vistahermosa, y la mantuvo hasta su muerte en 1865. Dividida esta en dos partes, una de ellas pasó a ser propiedad de Ildefonso Núñez de Prado Góngora de Armenta, que la mantuvo en su poder hasta el año 1890, momento en el que la vende a José Antonio Adalid. Este fue vendiéndola después en varios lotes, y uno de ellos fue para Francisco Taviel de Andrade; desde entonces, la ganadería pasará ininterrumpidamente por varias manos hasta mediados del siglo xx: Gregorio Campos en 1908, Narciso Darnaude en 1921, Romualdo Arias de Reina en 1930, Hidalgo Hermanos en 1932 y posteriormente, en 1950, a Arturo Pérez Fernández. Este último la repartió tres años después en cinco lotes para varios de sus hijos; el que le correspondió a su hija María del Carmen López de Tejada fue adquirido en 1955 por Francisco Rincón Cañizares, que lo vende en 1970 a Margarita Hernández de Castro. No lo tendrá durante mucho tiempo, pues al año siguiente lo adquieren los Hermanos Gutiérrez Mora, y en 1975 lo hace Salustiano Galache Cobaleda, reconocido ganadero de Urcola y Vega-Villar. Tras la compra, Salustiano inscribe la ganadería a nombre de su esposa María Teresa Calderón, eliminando el ganado anterior y formándola con ganado procedente de Encinas-Vega-Villar.

## Historia de la ganadería
Años después del fallecimiento de Salustiano, sus hijos la vendieron en el 2006 a los empresarios guipuzcoanos Luis y José Ignacio Uranga Otaegui, asesorados por el torero salmantino José Ignacio Sánchez Santiago; eliminaron todo el ganado Vega-Villar de Salustiano Galache y crearon la actual ganadería de Pedraza de Yeltes, formándola con reses de El Pilar y Pío Tabernero de Vílvis, estas eliminadas en el 2007.
En los últimos años desde el año 2016 en adelante se ha convertido en una de las ganaderías referentes en el sur de Francia, apareciendo casi siempre en los carteles de las ferias francesas más importantes como las de Dax, Arlés, Mont de Marsan y Béziers, lidiándose toros que han permitido grandes triunfos a toreros como Daniel Luque, Alberto Lamelas, Iván Fandiño, Emilio de Justo y Juan Bautista.

### Toros célebres
- Burreñito: lidiado por Octavio Chacón en Béziers el 18 de agosto de 2019. Se le pidió con fuerza el indulto, aunque finalmente no fue concedido; el toro fue premiado con la vuelta al ruedo en el arrastre.[10]

## Características
La ganadería está formada con toros y vacas de Encaste Juan Pedro Domecq procedentes de Aldeanueva. Atienden en sus características zootécnicas a las que recoge como propias de este encaste el Ministerio del Interior:
- Toros elipométricos y eumétricos, más bien brevilíneos con perfiles rectos o subconvexos, con una línea dorso-lumbar recta o ligeramente ensillada; y la grupa, con frecuencia, angulosa y poco desarrollada y las extremidades cortas, sobre todo las manos, de radios óseos finos.
- Bajos de agujas, finos de piel y de proporciones armónicas, bien encornados, con desarrollo medio, y astifinos, pudiendo presentar encornaduras en gancho. El cuello es largo y descolgado, el morrillo bien desarrollado y la papada tiene un grado de desarrollo discreto.
- Sus pintas son negras, coloradas, castañas, tostadas y, ocasionalmente, jaboneras y ensabanadas, estas últimas por influencia de la casta Vazqueña. Entre los accidentales destaca la presencia del listón, chorreado, jirón, salpicado, burraco, gargantillo, ojo de perdiz, bociblanco y albardado, entre otros.

La ganadería de Pedraza de Yeltes es considerada como una de las ganaderías toristas y duras del panorama taurino español; es frecuente verla en ferias del norte de España, como Azpeitia, y del sur de Francia.

## Sanfermines

### 2016
Los toros de Pedraza de Yeltes debutaron por primera vez en los Sanfermines de Pamplona el 10 de julio de 2016. Protagonizaron un encierro rápido con algunos momentos de peligro, dejando tres heridos por asta de toro y diversos contusionados; duró un total de 2 minutos y 30 segundos. La corrida fue estoqueada por Curro Díaz, Iván Fandiño y Juan del Álamo; al final del paseíllo se guardó un minuto de silencio en memoria de Víctor Barrio, fallecido el día anterior en la plaza de toros de Teruel.

## Premios y reconocimientos
- 2011: Mejor ganadería del XIII Certamen de Novilleros El Piñón de España, celebrado en la localidad vallisoletana de Pedrajas de San Esteban.[22]
- 2014:
  - Ganadería triunfadora de la feria de San Ignacio de Azpeitia por el toro Brigadier, lidiado por Juan del Álamo el 2 de agosto; se premió al toro con la vuelta al ruedo en el arrastre.[23]
  - XXXIX Premio “Toro de Oro” otorgado por la Consejería de Agricultura de la Junta de Castilla y León al mejor toro de la Feria taurina de la Virgen de la Vega por Resistente, lidiado en quinto lugar el 14 de septiembre de 2014 por Javier Castaño.[24]
- 2015: V Premio Nacional “La Divisa” otorgado por la localidad onubense de Trigueros a la ganadería más destacada de la temporada 2014.[25][26][27]
- 2020: V Premio Taurino del Hotel la Barrosa de Soria a la mejor ganadería de la temporada 2019.[28][29]